# Lone Wolf (Oklahoma)
Lone Wolf es un pueblo ubicado en el condado de Kiowa en el estado estadounidense de Oklahoma. En el año 2010 tenía una población de 438 habitantes y una densidad poblacional de 336,92 personas por km².

## Geografía
Lone Wolf se encuentra ubicado en las coordenadas 34°59′25″N 99°14′46″O / 34.990204, -99.246032.

## Demografía
Según la Oficina del Censo en 2000 los ingresos medios por hogar en la localidad eran de $24,808 y los ingresos medios por familia eran $32,000. Los hombres tenían unos ingresos medios de $25,972 frente a los $21,750 para las mujeres. La renta per cápita para la localidad era de $13,525. Alrededor del 20.6% de la población estaban por debajo del umbral de pobreza.